# Tournoi de tennis de San Diego (WTA 1996)
Le tournoi de tennis de San Diego est un tournoi de tennis professionnel féminin. L'édition 1996, classée en catégorie Tier II, se dispute du 19 au 25 août 1996.
Kimiko Date remporte le simple dames. En finale, elle bat Arantxa Sánchez Vicario, décrochant à cette occasion le 7e titre de sa carrière sur le circuit WTA.
L'épreuve de double voit quant à elle s'imposer Gigi Fernández et Conchita Martínez.

## Résultats en simple

### Parcours
Quatre têtes de série sont exemptées de premier tour.
| No | Joueuse           | Résultat      | Ultime adversaire     |
| -- | ----------------- | ------------- | --------------------- |
| 1  | Arantxa Sánchez   | Finale        | Kimiko Date (4)       |
| 2  | Conchita Martínez | 1/2 finale    | Kimiko Date (4)       |
| 3  | Jana Novotná      | 1/2 finale    | Arantxa Sánchez (1)   |
| 4  | Kimiko Date       | Victoire      | Arantxa Sánchez (1)   |
| 5  | Gabriela Sabatini | 1/4 de finale | Kimiko Date (4)       |
| 6  | Karina Habšudová  | 2e tour       | Katarína Studeníková  |
| 7  | Ai Sugiyama       | 2e tour       | Sandrine Testud       |
| 8  | Nathalie Tauziat  | 1/4 de finale | Conchita Martínez (2) |

| No | Joueuse           | Résultat | Ultime adversaire    |
| -- | ----------------- | -------- | -------------------- |
| 1  | Pam Shriver       | 1er tour | Karina Habšudová (6) |
| 2  | Angélica Gavaldón | 1er tour | Ai Sugiyama (7)      |

## Résultats en double

### Parcours
| No | Équipe                               | Résultat | Ultimes adversaires          |
| -- | ------------------------------------ | -------- | ---------------------------- |
| 1  | Katarína Studeníková Marianne Werdel | 1er tour | Katrina Adams Miriam Oremans |